# 莊國禎
莊國禎（1527年—1604年），字君祉，號陽山，福建泉州府晉江縣人，軍籍，明朝官員，嘉靖壬戌進士，萬曆年間官至戶部右侍郎。

## 生平
嘉靖二十八年（1549年）己酉科福建鄉試第四十六名。嘉靖四十一年（1562年）壬戌科會試第九名，登三甲156名進士。授浙江会稽縣知縣，署浙江山阴縣，以政績，隆慶元年（1567年）二月升戶科给事中，十一月升工科右，二年正月出为浙江按察佥事，升任江西左参议，六年十二月升广西副使，绥靖永宁叛亂。萬曆二年（1574年）正月改江西学政，五年正月迁广西右参政，七年五月升广东按察使，八年闰四月升云南右布政，九年十月转广西左布政。十二年八月復除河南左布政，十六年闰六月升都察院右副都御史，巡抚江西，平定安庆、赣州叛亂。十八年三月晋南京刑部右侍郎，九月改北京戶部右侍郎，因母亲去世丁忧，辭職歸鄉。三十二年卒。

## 家族
曾祖莊宜傳；祖父莊安期，訓導；父莊偁，母楊氏；繼母陳氏。具慶下。從兄莊俊（布政司參議）、莊用賓（按察司僉事）、莊士元（刑部員外郎）。弟國祥、國裕、國祚、國禧。
- 長子莊懋儀（1545年-1610年），字彦瑞，号龙岩，崇祯年间以父荫官授光禄寺署丞。
- 次子莊懋華（1553年-1620年），字仲玮，号泰岩，萬曆十七年己丑科進士，官至湖廣左布政使。
- 三子莊懋聲（1559年-1598年），万历十三年（1585年）乙酉科李光缙榜中第十名举人。（兄弟同科举人）

## 遺跡
福建安溪縣清水岩千年樟木“枝枝朝北”旁，有一摩崖石刻，上刻“万历戊戌冬十月，晋江庄国祯、林云程、黄凤翔、林乔相、南安欧阳模、安溪詹仰庇同游此。”